# Bolbaffer nikolajevi
Bolbaffer nikolajevi es una especie de coleóptero de la familia Geotrupidae.

## Distribución geográfica
Habita en Senegal, Burkina Faso y Nigeria.